# La Chavatte
La Chavatte és un municipi francès situat al departament del Somme i a la regió dels Alts de França. L'any 2007 tenia 54 habitants.

## Demografia

### Població

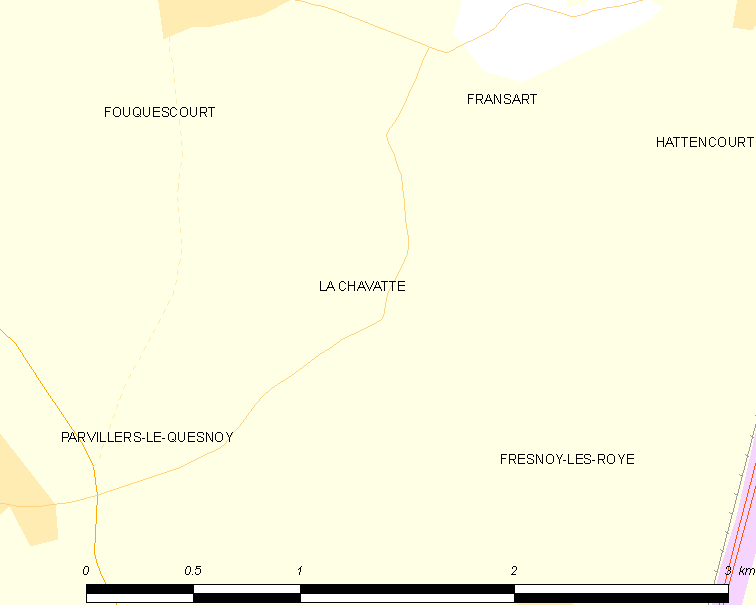

El 2007 la població de fet de La Chavatte era de 54 persones. Hi havia 20 famílies de les quals 4 eren unipersonals (4 homes vivint sols), 4 parelles sense fills i 12 parelles amb fills.
La població ha evolucionat segons el següent gràfic:
Habitants censats

### Habitatges

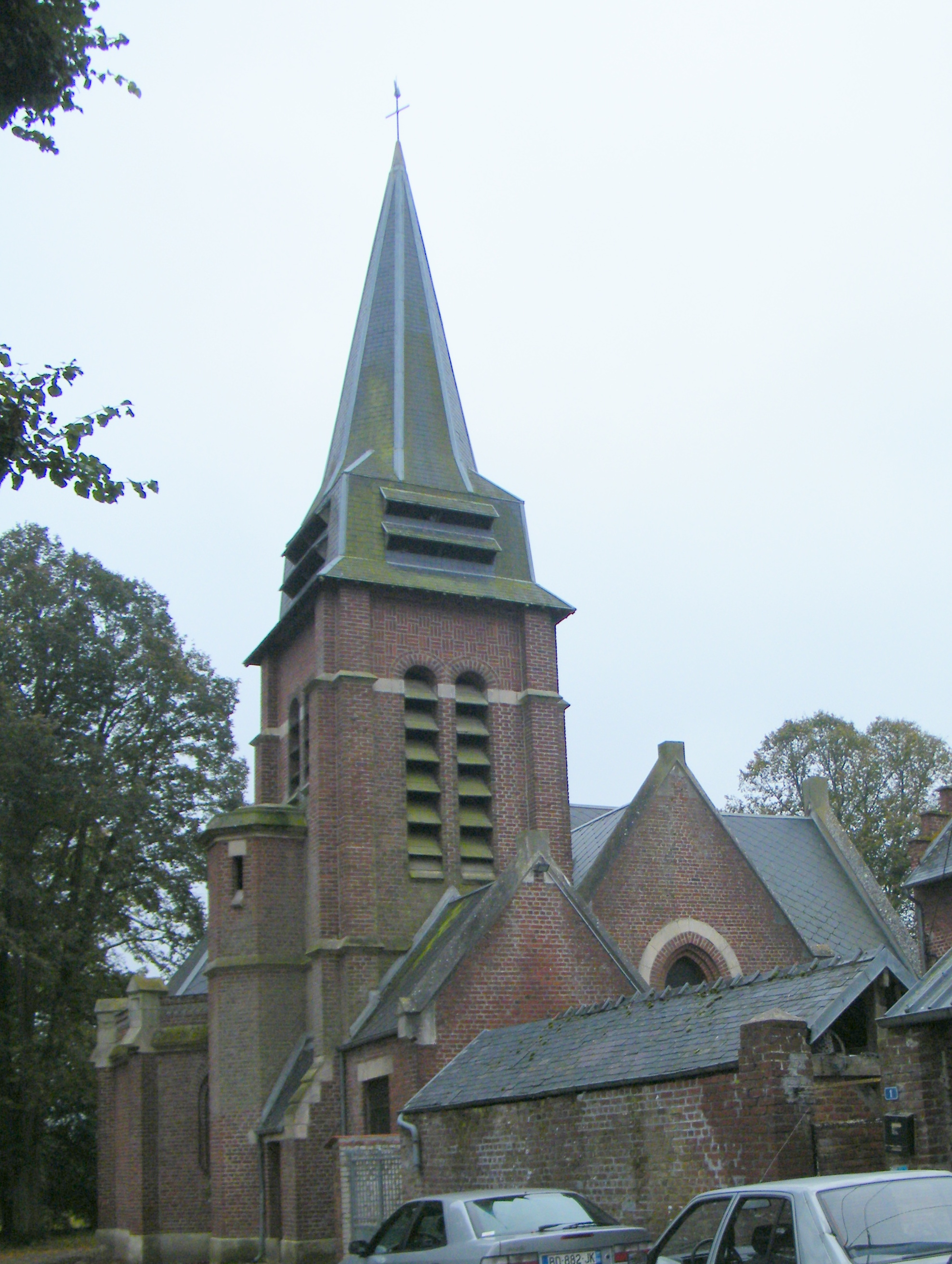

El 2007 hi havia 23 habitatges, 19 eren l'habitatge principal de la família, 2 eren segones residències i 2 estaven desocupats. Tots els 21 habitatges eren cases. Dels 19 habitatges principals, 14 estaven ocupats pels seus propietaris, 4 estaven llogats i ocupats pels llogaters i 1 estava cedit a títol gratuït; 1 tenia una cambra, 3 en tenien tres, 5 en tenien quatre i 10 en tenien cinc o més. 17 habitatges disposaven pel capbaix d'una plaça de pàrquing. A 10 habitatges hi havia un automòbil i a 7 n'hi havia dos o més.

### Piràmide de població

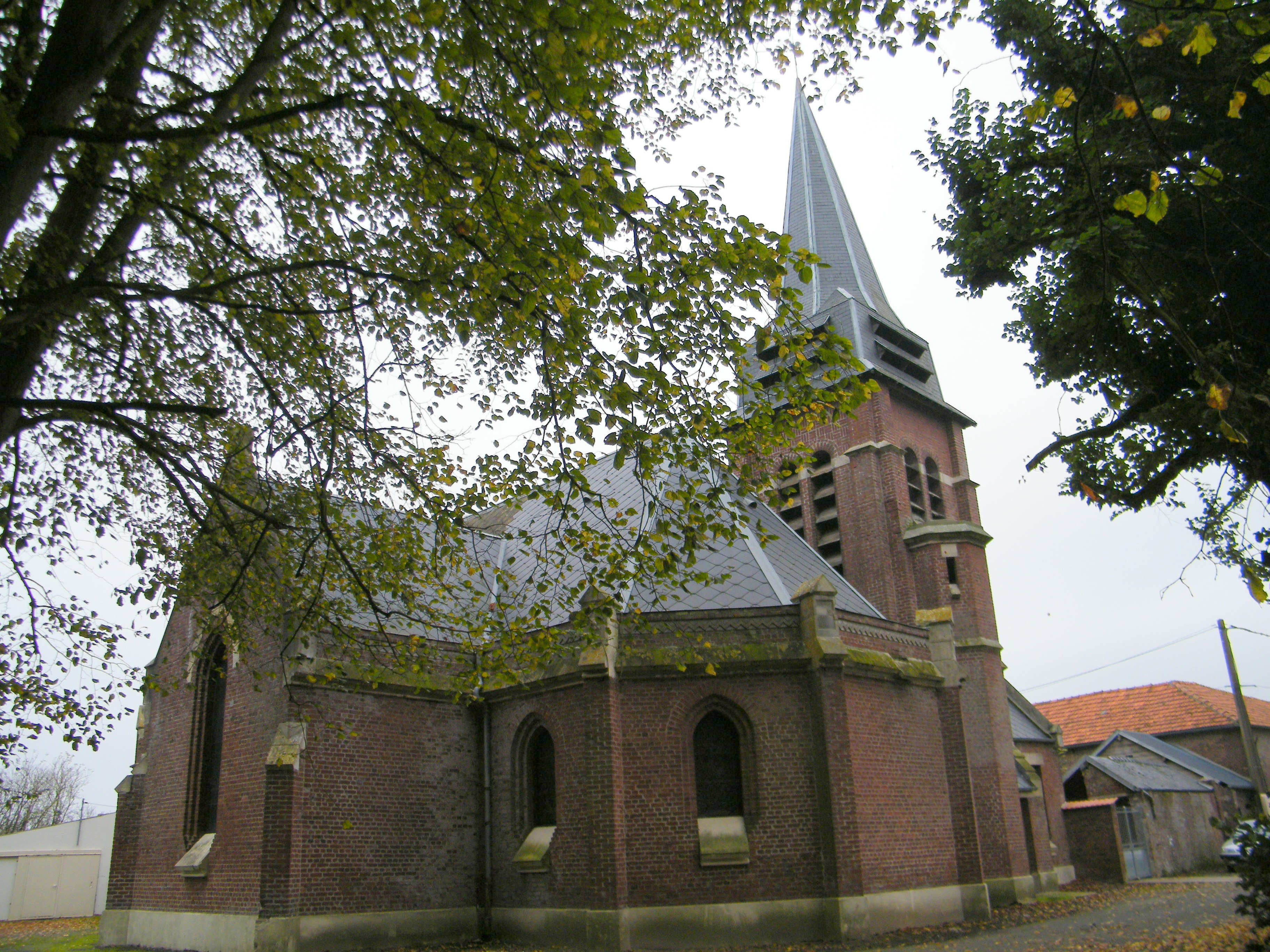

La piràmide de població per edats i sexe el 2009 era:
| Homes | Edats   | Dones |
| ----- | ------- | ----- |
| 0     | 95 o +  | 0     |
| 0     | 90 a 94 | 0     |
| 0     | 85 a 89 | 0     |
| 0     | 80 a 84 | 0     |
| 0     | 75 a 79 | 0     |
| 0     | 70 a 74 | 4     |
| 4     | 65 a 69 | 0     |
| 0     | 60 a 64 | 0     |
| 0     | 55 a 59 | 0     |
| 8     | 50 a 54 | 8     |
| 0     | 45 a 49 | 0     |
| 0     | 40 a 44 | 0     |
| 0     | 35 a 39 | 0     |
| 0     | 30 a 34 | 0     |
| 4     | 25 a 29 | 4     |
| 0     | 20 a 24 | 0     |
| 0     | 15 a 19 | 0     |
| 0     | 10 a 14 | 0     |
| 0     | 5 a 9   | 4     |
| 0     | 0 a 4   | 0     |

## Economia

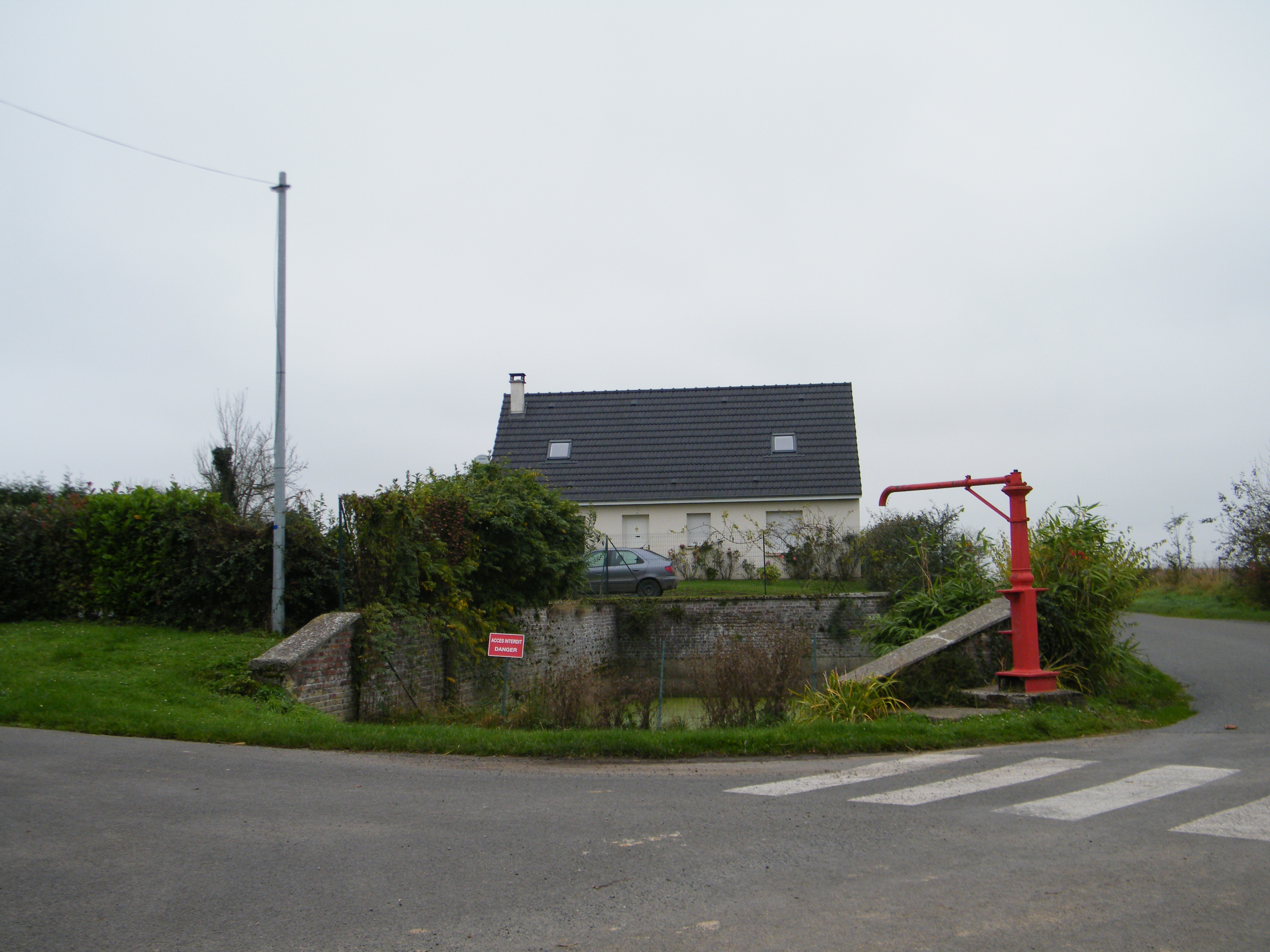

El 2007 la població en edat de treballar era de 33 persones, 23 eren actives i 10 eren inactives. De les 23 persones actives 22 estaven ocupades (11 homes i 11 dones) i 1 aturada (1 dona i 1 dona). De les 10 persones inactives 3 estaven jubilades, 5 estaven estudiant i 2 estaven classificades com a «altres inactius».
Activitats econòmiques
Dels 3 establiments que hi havia el 2007, 1 era d'una empresa de construcció, 1 d'una entitat de l'administració pública i 1 d'una empresa classificada com a «altres activitats de serveis».

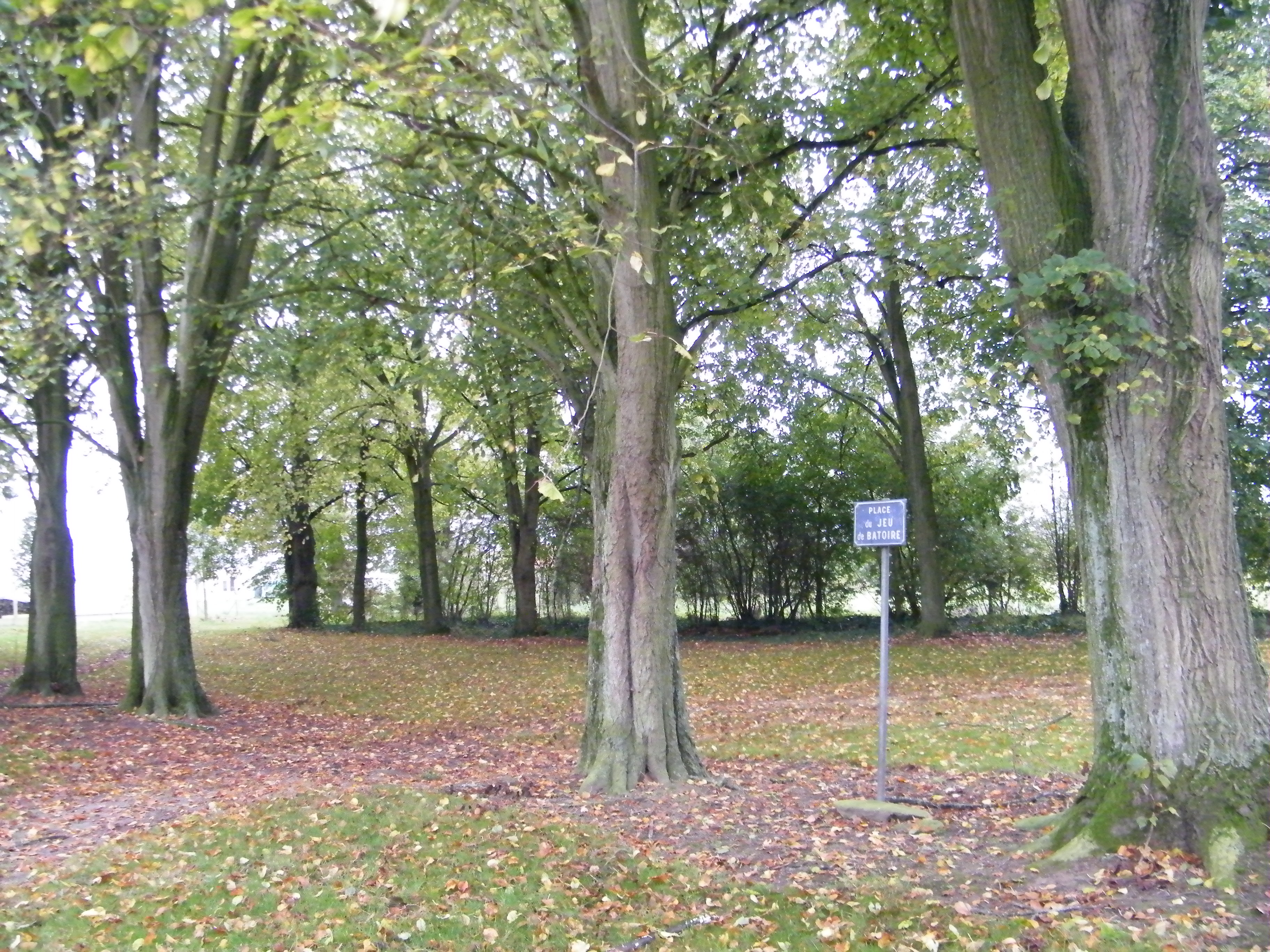

L'únic servei als particulars que hi havia el 2009 era un electricista.

## Poblacions més properes
El següent diagrama mostra les poblacions més properes.